# 埃格爾塞格拉本河 (哈嫩卡姆湖)
48°58′08″N 10°43′21″E / 48.96902°N 10.72257°E
埃格爾塞格拉本河是德國的河流，位於該國東南部，由巴伐利亞負責管轄，屬於羅拉赫河的右支流，河道全長2.2公里，最終注入哈嫩卡姆湖。